# Серхівська сільська рада
| Серхівська сільська рада — орган місцевого самоврядування у Маневицькому районі Волинської області з адміністративним центром у с. Серхів. Історична дата утворення: в 1944 році. 05.02.1965 Указом Президії Верховної Ради Української РСР передано Серхівську сільраду Володимирецького району Рівненської області до складу Маневицького району Волинської області. Сільській раді підпорядковані населені пункти: - с. Серхів |

## Склад ради
Рада складається з 12 депутатів та голови.

### Керівний склад ради
| ПІБ                             | Основні відомості                                                                                                | Дата обрання | Дата звільнення |
| ------------------------------- | --- | ------------ | --------------- |
| Гузар Петро Іванович            | Сільський голова, 1961 року народження, освіта, член Всеукраїнського об'єднання «Батьківщина»                    | 26.03.2006   | 31.10.2010      |
| Гузар Петро Іванович            | Сільський голова, 1961 року народження, освіта середня спеціальна, член Всеукраїнського об'єднання «Батьківщина» | 31.10.2010   | 01.01.2014      |
| Верешко Валентина Володимирівна | Сільський голова, 1973 року народження, освіта середня спеціальна, позапартійна                                  | 25.05.2014   |                 |

Примітка: таблиця складена за даними джерела

## Населення
Згідно з переписом УРСР 1989 року чисельність наявного населення сільської ради становила 574 особи, з яких 264 чоловіки та 310 жінок.
За переписом населення України 2001 року в сільській раді мешкало 555 осіб. 100 % населення вказало своєю рідною мовою українську мову.